# Sör-Almsjön
Sör-Almsjön är en sjö i Kramfors kommun i Ångermanland och ingår i Nätraån-Ångermanälvens kustområde. Sjön har en area på 0,363 kvadratkilometer och ligger 140,1 meter över havet. Sjön avvattnas av vattendraget Inviksån.

## Delavrinningsområde
Sör-Almsjön ingår i det delavrinningsområde (699690-161148) som SMHI kallar för Utloppet av Sör-Almsjön. Medelhöjden är 203 meter över havet och ytan är 8,36 kvadratkilometer. Räknas de 13 avrinningsområdena uppströms in blir den ackumulerade arean 54,43 kvadratkilometer. Avrinningsområdets utflöde Inviksån mynnar i havet. Avrinningsområdet består mestadels av skog (76 procent). Avrinningsområdet har 0,48 kvadratkilometer vattenytor vilket ger det en sjöprocent på 5,7 procent.